# Muyang (langue)
Pour les articles homonymes, voir Muyang.
Le muyang (ou mouyenge, mouyengue, muyenge, myau, myenge) est une langue tchadique biu-mandara parlée au Cameroun par la population mouyeng (ou muyang), dans l'Extrême-Nord, le département du Mayo-Sava, au nord-est de Tokombéré, dans les massifs de Muyang, Mougouba, Gouadagouada et Palbara.
En 2007, le nombre de locuteurs était estimé à 30 000.